# Hydriomena proba
Hydriomena proba là một loài bướm đêm trong họ Geometridae.